# لانکا

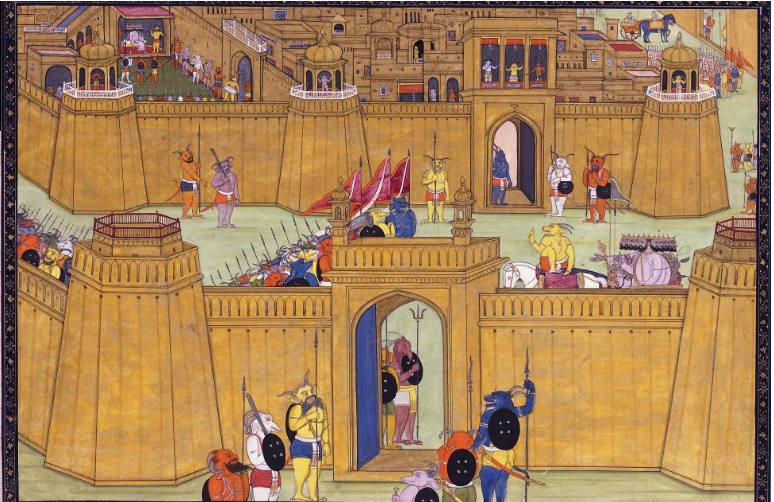
قلعه طلایی شاه راوانا

لانکا (‎//‎) نام داده شده در حماسه هندو به قلعهٔ جزیره ای پایتخت افسانه ای اسورها پادشاه راوانا در حماسه رامایانا و مهاباراتا است. این قلعه در میان فلاتی بین سه قله کوه شناخته شده به عنوان تریکوتا جای گرفته. شهر باستانی لانکاپورا توسط هانومان در آتش می‌سوزد. پس از آن پادشاه راوانا توسط راما کشته شد و برادرش بر جای او نشست. لانکا را برخی محققان با سریلانکا یکی دانسته‌اند.